# تخت (رزن)
تخت (رزن)، روستایی از توابع بخش سردرود شهرستان رزن در استان همدان ایران است. این روستا از روستاهای بزرگ بخش سردرودمی باشد وازجاذبه‌های این روستا وجود آستان متبرک امامزاده عباس ابن حمزه(ع )وروستا درموقعیت کوهستانی قرار گرفته وقسمت جنوبی روستا به کوه پایه‌های کوه عظیم بقراطی مشرف می‌شود باغات انگور بسیار زیبا وطبیعتی بکر ودست نخورده وچندین گونه گیاهی منحصر به فردازجمله گیاه توتیا می‌باشد ودارای مردمی خونگرم ومهمان نواز می‌باشد

## جمعیت
این روستا در دهستان سردرود علیا قرار دارد و براساس سرشماری مرکز آمار ایران در سال ۱۳۹۵، جمعیت آن ۲۱۰۴ نفر (۵۶۵خانوار) بوده‌است.
کوه بقراطی معروف در روستای تخت قرار دارد و یکی از بلند ترین کوه این روستا می‌باشد با بیش از ۵۰ نوع گیاهان دارویی از جمله آویشن کوهی (آس بویه،ککلیک اوتی)
و همچنین کوه رزاوند متعلق به روستای تخت میباشد.
در این روستا امامزاده ای به نام امامزاده عباس مدفون می‌باشد.
این روستا یک روستای تاریخی همدان محسوب میشود. و تعداد زیادی از نماد های تاریخی در کوه های این روستا قابل مشاهده هست.  
سالانه تعداد زیادی طبیعت‌گردان و توریست ها به این روستا سفر می‌کنند